# Romain (Doubs)
Romain, auch Romain-la-Roche genannt, ist eine französische Gemeinde mit 119 Einwohnern (Stand: 1. Januar 2022) im Département Doubs in der Region Bourgogne-Franche-Comté.

## Geographie
Romain liegt auf 352 m, zehn Kilometer nördlich von Baume-les-Dames und etwa 35 Kilometer nordöstlich der Stadt Besançon (Luftlinie). Das Dorf erstreckt sich in der gewellten Landschaft zwischen den Flusstälern von Doubs im Süden und Ognon im Norden, an einem nach Westen geneigten Hang über dem Talbecken des Crenu am Fuß des Hochplateaus des Bois du Valbertuy.
Die Fläche des 4,85 km² großen Gemeindegebiets umfasst einen Abschnitt der gewellten Landschaft zwischen Doubs und Ognon. Der westliche Teil des Gebietes wird vom Talbecken des Crenu (Zufluss des Ognon) eingenommen, das durchschnittlich auf 310 m liegt. Es ist überwiegend mit Acker- und Wiesland bestanden. Nach Osten leitet eine rund 100 m hohe Geländestufe zu einem wasserarmen, verkarsteten Hochplateau über, das auf etwa 430 m liegt und hauptsächlich von Wald bedeckt ist (Bois du Valbertuy). Mit 458 m wird hier die höchste Erhebung von Romain erreicht. Zu den verschiedenen Karsterscheinungen zählt mehrere Höhlen (darunter die Grotte du Crotot) und Dolinen.
Nachbargemeinden von Romain sind Gouhelans und Gondenans-les-Moulins im Norden, Fontenelle-Montby im Osten, Mésandans im Süden sowie Huanne-Montmartin im Westen.

## Geschichte
Erstmals urkundlich erwähnt wurde Romain im Jahr 1134. Seit dieser Zeit bildete es eine Pfarrei. Im Mittelalter gehörte das Dorf zunächst zur Herrschaft Granges, die seit dem 14. Jahrhundert unter der Oberhoheit der Grafen von Württemberg-Mömpelgard (Montbéliard) stand, und ab dem 16. Jahrhundert zu den Herrschaften Soye und Goudenans-les-Moulins. Zusammen mit der Franche-Comté gelangte Romain mit dem Frieden von Nimwegen 1678 definitiv an Frankreich. Ab 1680 wurde das neue Dorf erbaut, das etwas weiter hangabwärts und nicht mehr direkt unter den Felsen lag. Im Jahr 1922 hieß die Gemeinde vorübergehend offiziell Romain-la-Roche. Heute ist Romain Teil des Gemeindeverbandes Deux Vallées Vertes.

## Sehenswürdigkeiten

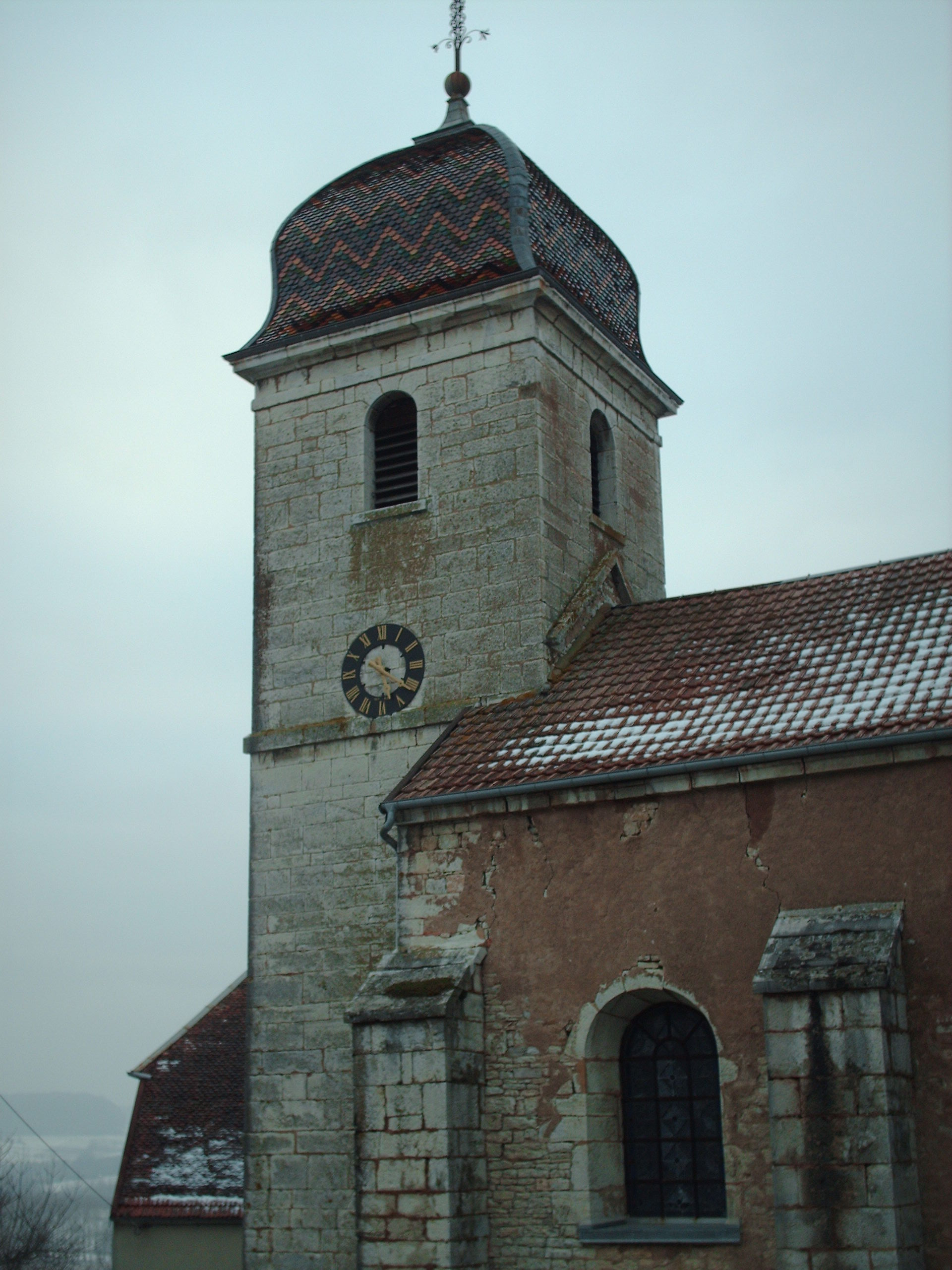
Turm der Kirche Saint-Jean-l’Evangéliste

Die Kirche Saint-Jean-l’Evangéliste wurde von 1762 bis 1774 im klassischen Stil neu erbaut. Etwas oberhalb des Dorfes befindet sich eine Kapelle. Im Ortskern sind zahlreiche Häuser im charakteristischen Stil der Franche-Comté aus dem 17. bis 19. Jahrhundert erhalten.

## Bevölkerung
Mit 119 Einwohnern (Stand 1. Januar 2022) gehört Romain zu den kleinsten Gemeinden des Départements Doubs. Nachdem die Einwohnerzahl in der ersten Hälfte des 20. Jahrhunderts markant abgenommen hatte (1891 wurden noch 261 Personen gezählt), wurde seit Mitte der 1970er Jahre wieder ein Bevölkerungswachstum verzeichnet.
| Jahr                       | 1962 | 1968 | 1975 | 1982 | 1990 | 1999 | 2006 | 2016 |
| -------------------------- | ---- | ---- | ---- | ---- | ---- | ---- | ---- | ---- |
| Einwohner                  | 74   | 75   | 59   | 69   | 93   | 99   | 99   | 130  |
| Quellen: Cassini und INSEE |      |      |      |      |      |      |      |      |

## Wirtschaft und Infrastruktur
Romain war bis weit ins 20. Jahrhundert hinein ein vorwiegend durch die Landwirtschaft (Ackerbau, Obstbau und Viehzucht) und die Forstwirtschaft geprägtes Dorf. Daneben gibt es heute einige Betriebe des lokalen Kleingewerbes. Mittlerweile hat sich das Dorf auch zu einer Wohngemeinde gewandelt. Viele Erwerbstätige sind deshalb Wegpendler, die in den größeren Ortschaften der Umgebung ihrer Arbeit nachgehen.
Die Ortschaft ist verkehrstechnisch gut erschlossen. Sie liegt unterhalb der Hauptstraße D50, die von Baume-les-Dames nach Villersexel führt. Der nächste Anschluss an die Autobahn A36 befindet sich in einer Entfernung von ungefähr sieben Kilometern. Weitere Straßenverbindungen bestehen mit Gouhelans und Fontenelle-Montby.